# Cós, Alpedriz e Montes
Cós, Alpedriz e Montes, ou Coz, Alpedriz e Montes (oficialmente: União das Freguesias de Coz, Alpedriz e Montes) é uma freguesia portuguesa do município de Alcobaça, com 37,47 km² de área e 2826 habitantes (censo de 2021). A sua densidade populacional é 75,4 hab./km².

## História
Foi constituída em 2013, no âmbito de uma reforma administrativa nacional, pela agregação das antigas freguesias de Coz, Alpedriz e Montes.

## Demografia
A população registada nos censos foi:
| Distribuição da População por Grupos Etários | Distribuição da População por Grupos Etários | Distribuição da População por Grupos Etários | Distribuição da População por Grupos Etários | Distribuição da População por Grupos Etários | Distribuição da População por Grupos Etários |
| -------------------------------------------- | -------------------------------------------- | -------------------------------------------- | -------------------------------------------- | -------------------------------------------- | -------------------------------------------- |
| Antes da agregação                           |                                              |                                              |                                              |                                              |                                              |
| Ano                                          | 0-14 anos                                    | 15-24 anos                                   | 25-64 anos                                   | >= 65 anos                                   | Total                                        |
| 2001                                         | 476                                          | 454                                          | 1870                                         | 791                                          | 3591                                         |
| 2011                                         | 422                                          | 298                                          | 1725                                         | 816                                          | 3261                                         |
| Após a agregação                             |                                              |                                              |                                              |                                              |                                              |
| Ano                                          | 0-14 anos                                    | 15-24 anos                                   | 25-64 anos                                   | >= 65 anos                                   | Total                                        |
| 2021                                         | 268                                          | 279                                          | 1396                                         | 883                                          | 2826                                         |